# Dikson (plaats)
Dikson (Russisch: Диксон, Dikson, bijnaam: "Hoofdstad van de Arctis") is een in het Hoge Noorden gelegen nederzetting met stedelijk karakter in het voormalige Russische autonome district Tajmyr (onderdeel van kraj Krasnojarsk) op het Eurazische vasteland en op het gelijknamige eiland Dikson, gescheiden door een zeestraat van 1,5 kilometer breedte in de buurt van de monding van de Jenisej aan de Karazee. Het is het bestuurlijk centrum van het district Diksonski. Het aantal inwoners is al jaren dalende. In 2005 had het 885 inwoners, waar dit in 1985 nog 5000 was. Dit wordt mede veroorzaakt doordat de Noordelijke Zeeroute na het uiteenvallen van de Sovjet-Unie onrendabel werd en Dikson daardoor veel minder werd aangedaan.

## Geschiedenis
Bij het Eerste Internationale Pooljaar (1882-1883) kreeg Nederland Dickson haven toegewezen als plaats voor een poolstation. Daarop werd het Noorse stoomschip Varna gecharterd door Nederland en werd de Nederlandse poolexpeditie 1882-83 naar deze plaats ondernomen onder leiding van Maurits Snellen. Het schip liep echter vast in het ijs van de Karazee, waarna de bemanning noodgedwongen moest overwinteren op het schip Dijmphna van de Deense expeditieleider Andreas Peter Hovgaard, dat eveneens vast was komen te zitten in het ijs. De geplande experimenten werden daarom maar op het ijs uitgevoerd. De Nederlandse bemanning wist later met drie sleden en vier boten uiteindelijk het eiland Vajgatsj te bereiken, waarvandaan ze de Straat Joegor opvoeren. Aldaar werden ze gespot door twee handelsschepen en uiteindelijk afgeleverd in Hammerfest (op een derde schip, Louise, waarvan het roer was gebroken en dat daarom werd getrokken door het Noorse schip Nordenskiöld). De Dijmphna wist later op eigen kracht terug te keren.

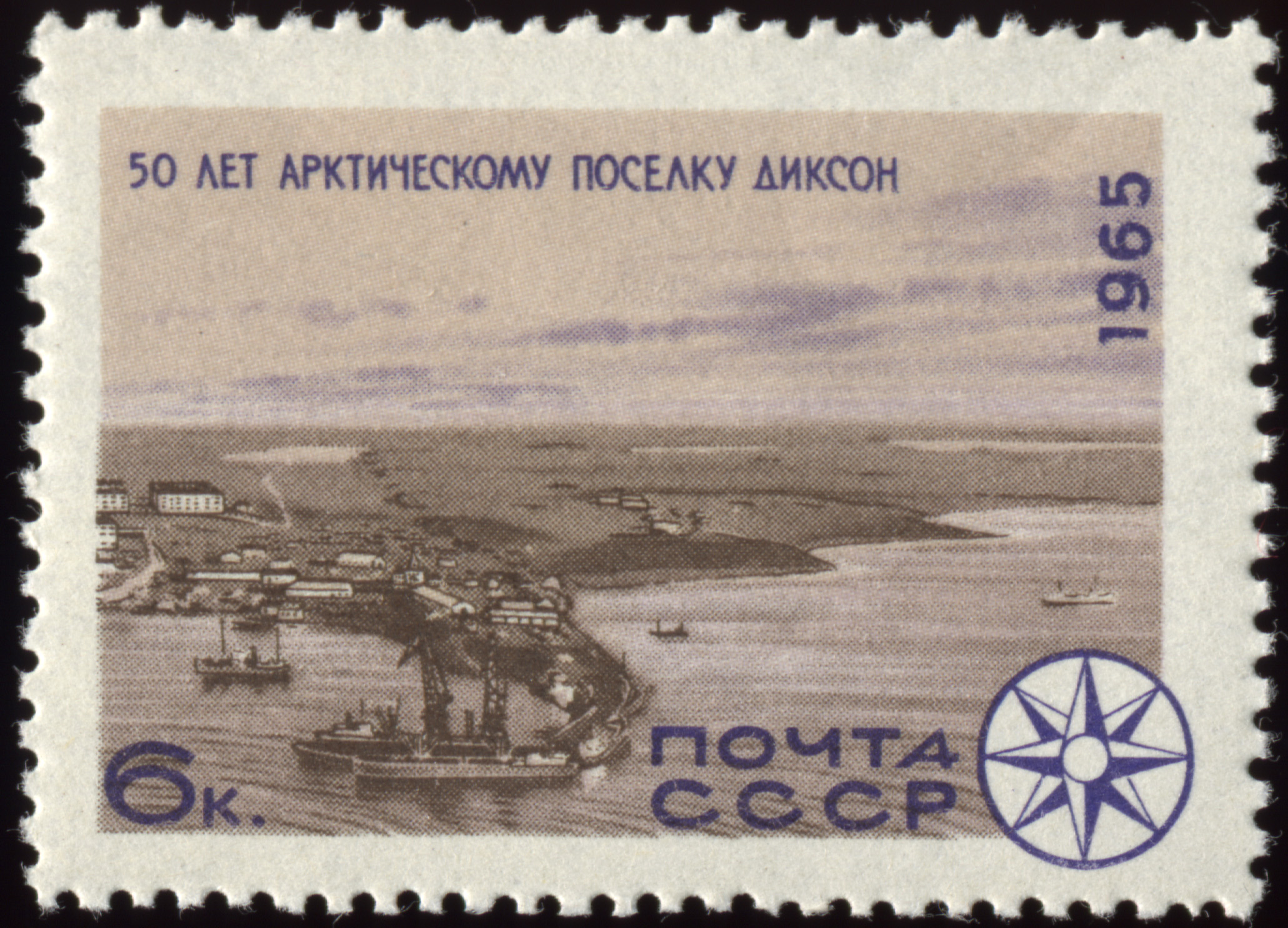
Postzegel uit 1965 ter ere van het 50-jarig bestaan van Dikson

De plaats Dikson werd in 1915 gesticht op het eiland. In 1916 werd er een poolstation gesticht, wat uitgroeide tot een radiometeorologisch centrum (ARMS) en geofysisch observatorium aan de Noordoostelijke Doorvaart. Vanaf het begin was Dikson een belangrijke uitvalbasis voor expedities in het noordpoolgebied. In 1941 werd de haven belangrijk voor de Noordelijke Vloot en een belangrijke tussenstop op de Noordoostelijke Doorvaart. De haven speelt in dit laatste nog steeds een actieve rol.
In 1935 werd een haven op het vasteland gebouwd, waaromheen ook een nederzetting ontstond. Beide stadsdelen worden gescheiden door een 1,5 kilometer brede zeestraat. In de zomer houden de stadsdelen contact met de boot en in de winter met auto’s over het ijs of er worden helikopters ingezet. In de 50'er jaren werd een klein vliegveld op het eiland aangelegd, ten noorden van Dikson. Van hieruit vertrekken verkenningsvliegtuigen en expedities naar het ijs. Verder wordt contact onderhouden met vliegvelden in het binnenland, zoals die van Krasnojarsk en Vorkoeta.
In de stad staan een klein museum en twee monumenten. Een monument voor Nikifor Begitsjev (1874-1927), een Russische poolonderzoeker, en een voor de mariniers van de ijsbreker Sibirjakov. De mariniers kwamen om in augustus 1942 in de strijd tegen de zware kruiser Admiral Scheer die deel uitmaakte van de Duitse Operatie Wunderland. De plaats werd ook gebombardeerd door het Duits scheepsgeschut. In 1957 werden de beide nederzettingen samengevoegd tot 1 plaats.
Na het uiteenvallen van de Sovjet-Unie zijn veel bewoners vertrokken. De toekomst van de plaats hangt nu samen met de ontginning van natuurlijke hulpbronnen in de regio en de ontwikkeling van de Noordoostelijke Doorvaart.

## Klimaat
Dikson ligt in een gebied met een toendraklimaat; van midden september tot eind mei, begin juni liggen de gemiddelde temperaturen onder nul. De gemiddelde maximumtemperatuur in juli en augustus is 7,2 °C. In deze maanden ligt het minimum rond 2,5 °C. De gemiddelde maximumtemperatuur in januari en februari bedraagt −22 °C; het gemiddeld minimum −29,4 °C. De gemiddelde jaarlijkse temperatuur bedraagt −12 °C. De hoogst gemeten temperatuur bedroeg 26,8 °C in juli 1965, de laagste −48,1 °C in februari 1979.

De neerslaghoeveelheid is 358 mm per jaar met augustus als natste maand (44 mm). Van november t/m april valt de neerslag uitsluitend als sneeuw maar ook in september, oktober en mei is sneeuwval een normaal verschijnsel. Een sneeuwdek is tot in juni aanwezig. Het aantal uren zon bedraagt 1164 per jaar met als zonnigste maand april (237 uur). Mei en juni hebben minder zonuren door het smelten van sneeuw en zee-ijs wat mistvorming in de hand werkt. November, december en januari zijn zonloos. De pooldagen duren van 5 mei tot 10 augustus.